# ريكاردو كيرك
ريكاردو كيرك (بالبرتغالية: Ricardo Kirk‏) هو ضابط برازيلي، ولد في 1874 في كامبوس دوس غويتاكازس في البرازيل، وتوفي في 1 مارس 1915 في سانتا كاتارينا في البرازيل.